# Liu Yanhan
Liu Yanhan (chiń. 刘晏含; pinyin Liú Yànhán; ur. 19 stycznia 1993 w Liaoning) – chińska siatkarka, reprezentantka kraju, grająca na pozycji przyjmującej.

## Sukcesy klubowe
Mistrzostwo Chin:
- 2015[3], 2022
- 2010, 2014

Klubowe Mistrzostwa Azji:
- 2016

## Sukcesy reprezentacyjne
Mistrzostwa Azji Kadetek:
- 2010

Mistrzostwa Azji Juniorek:
- 2010

Mistrzostwa Świata U-23:
- 2013

Puchar Azji:
- 2014, 2018

Igrzyska Azjatyckie:
- 2014

Puchar Świata:
- 2015[4], 2019

Liga Narodów:
- 2019

## Nagrody indywidualne
- 2010: Najlepsza blokująca Mistrzostw Azji Kadetek
- 2010: MVP Mistrzostw Azji Juniorek
- 2014: Najlepsza atakująca Pucharu Azji
- 2015: MVP i najlepsza atakująca Mistrzostw Świata U-23
- 2016: Najlepsza przyjmująca Klubowych Mistrzostw Azji
- 2018: MVP Pucharu Azji
- 2019: Najlepsza przyjmująca Ligi Narodów